# Olibrus impressus
Olibrus impressus là một loài bọ cánh cứng trong họ Phalacridae. Loài này được Hatch miêu tả khoa học năm 1962.